# Exoprosopa stylata
Exoprosopa stylata är en tvåvingeart som beskrevs av Enrico Adelelmo Brunetti 1920. Exoprosopa stylata ingår i släktet Exoprosopa och familjen svävflugor.
Artens utbredningsområde är Sri Lanka. Inga underarter finns listade i Catalogue of Life.